# Camarones (Argentina)
Camarones je město v jižní Argentině ležící na východě provincie Chubut u pobřeží Atlantského oceánu. Je hlavním městem departementu Florentino Ameghino. Počet obyvatel přesahuje 1000 osob.

## Geografie
Camarones leží v Bahia de Camarones, ve větším zálivu uprostřed nepravidelně formovaného pobřeží, které je charakterizováno množstvím poloostrovů, zátok, mysů a malými skupinami ostrovů. Ve vzdálenosti 30 kilometrů jihovýchodně leží mys Dos Bahía, kde se nachází známá přírodní rezervace Reserva faunística provincial Cabo Dos Bahías s množstvím vzácných živočichů (tučňáci, tuleni aj.).

## Klimatické poměry
Podnebí je mírné, ale větrné a suché; za rok spadne v průměru asi 200 mm srážek, především v zimě. Teplota v lednu je v průměru 19 °C a v červenci 7 °C. Záliv Bahia de Camarones je nejjižnější bod atlantského pobřeží Argentiny, který je ovlivňován po celý rok teplým brazilským proudem a proto je zvýšená teplota mořské vody (v létě do 20 °C).

## Dějiny
Město bylo založeno v roce 1900. Rozvíjelo se v průběhu času díky provozování služeb souvisejících s chovem ovcí, jako centrum velmi řídce osídleného regionu. Toto hospodářské odvětví se ale v 80. letech 20. století vlivem hluboké hospodářské krize rozpadlo a proto se obyvatelé dnes pokoušejí o alternativní zdroje příjmů (turistika, využívání mořských produktů).